# Mapa tektoniczna

Mapa tektoniczna Karpat

Mapa tektoniczna – specjalny rodzaj mapy geologicznej, na której wyróżnia się i zaznacza występowanie skał różniących się nie wiekiem czy też składem, ale położeniem tektonicznym. Na takiej mapie np. wapienie triasowe i piaskowce kredowe są zaznaczone tak samo, jeśli należą do tej samej płaszczowiny. Natomiast skały leżące na miejscu, w którym powstały, będą odróżniane od takich samych skał, które podczas ruchów górotwórczych zmieniły swoje położenie. Np. wspomniane wapienie triasowe występujące na miejscu sedymentacji będą odróżniane od takich samych co do wieku i składu wapieni, które zostały przepchnięte poza ten rejon, sfałdowane i nasunięte na inne skały.